# Saul és Dávid (Rembrandt)
A Saul és Dávid Rembrandt Harmenszoon van Rijn vagy valamelyik tanítványának bibliai témájú festménye. Feltételezhetően 1651 és 1658 között készült. Jelenleg a hágai Mauritshuisban látható.

## Leírása
130 cm x 164,5 cm-es képet olajfestékkel vászonra festették.

## Története
Nyolc évnyi alapos vizsgálat és restaurálás után 2015 júniusában mutatták be újra.